# Saileria bella
Saileria bella är en insektsart som först beskrevs av Van Duzee 1916.  Saileria bella ingår i släktet Saileria och familjen ängsskinnbaggar. Inga underarter finns listade i Catalogue of Life.